# Abhorsen
Abhorsen – trzecia, ostatnia część trylogii Gartha Nixa o Starym Królestwie.

## Fabuła
Opowiada ona dalsze losy Lirael, która została wysłana z Lodowca Clayrów, aby zapobiec wydostaniu się na wolność ogromnemu, pradawnemu złu – Orannisowi. Z pomocą swojej rodziny i przyjaciół następczyni rodu Abhorsenów podąża, aby wypełnić swoją misję. W tym czasie na terenie Ancelstierre dochodzi do zamachu na króla i królową Starego Królestwa. Okazuje się, że złowrogi plan uwolnienia Niszczyciela sięga dalej niż wszyscy przewidywali. Lirael musi się pośpieszyć jeśli chce wygrać tę wojnę. Akcja rozgrywa się głównie w bliższych partiach muru oddzielającego Stare Królestwo od Ancelestierre. Lirael musi stawić czoło wraz z kilkoma osobami: jej siostrą Sabriel, Thouchstonem, Samethem, Ellimere, Podłym Psiskiem i Clayrami bliźniaczkami. Mają wystąpić jako siedmiu którzy spętają Orannisa.   